# Reflection Eternal
Pour les articles homonymes, voir Reflection.
Reflection Eternal est un groupe de hip-hop américain, originaire de Brooklyn, dans l'État de New York. Composé du rappeur Talib Kweli et du producteur Hi-Tek, le groupe publie son premier album, Train of Thought, en 2000. Ils font ensuite paraître une mixtape, The RE: Union, en fin décembre 2009, et leur deuxième album Revolutions Per Minute est publié le 18 mai 2010.

## Biographie
Talib Kweli et Hi-Tek se rencontrent à Cincinnati, la ville natale de Hi-Tek, en 1996. La première collaboration officielle du duo s'effectue en 1997 sur le morceau Industry Lies, extrait du premier album du groupe Mood intitulé Doom. La même année, ils forment le duo Reflection Eternal et signent avec le label indépendant Rawkus Records. Ils publient leurs premiers morceaux, Fortified Live et 2000 Seasons, sur la compilation de Rawkus Records intitulée Soundbombing, publiée en octobre 1997. En 1998, Kweli et son copain de lycée Mos Def forment le duo Black Star et enregistrent leur premier et unique album, Black Star, dont les critiques sont élogieuses. Hi-Tek produit quelques-uns des morceaux de l'album, au nombre desquels Definition et Respiration. Cet album propulse le trio sur le devant de la scène hip-hop underground. Kweli et Hi-Tek se retrouvent en 2000 et signent un premier album Train of Thought. Les critiques sont très favorables, mais l'album n'est pas un succès commercial malgré les tubes Move Somethin' et The Blast[réf. nécessaire]. Il atteint la 18e place du classement Billboard 200.
Après la sortie de Train of Thought, le duo se sépare afin de poursuivre des projets en solo, en commençant par l'album de Hi-Tek, Hi-Teknology, sur lequel Talib Kweli fait une apparition. Fin 2002, Kweli publie son premier album solo, Quality. Hi-Tek ne participe pas à sa production, Kweli ayant fait appel à Kanye West, DJ Scratch, DJ Quik, Ayatollah et J Dilla. En 2004 sort le second album solo de Kweli, The Beautiful Struggle, sur lequel trois titres sont produits par Hi-Tek. Eardrum est publié en 2007, toujours avec la participation de Hi-Tek qui, de son côté, réalise deux nouveaux albums solo, Hi-Teknology²: The Chip en 2006, et Hi-Teknology3: Underground, en 2007, sur lesquels Talib Kweli fait des apparitions. En 2008, le duo annonce qu'un nouvel album est en préparation et qu'il s'appellera Revolutions Per Minute.
Hi-Tek et Kweli se retrouvent pour un concert à Toronto, au Canada, le 20 septembre 2009. Toujours en 2009, ils collaborent avec Bootsy Collins sur le titre Internet Connection ainsi qu'avec J. Cole, Mos Def et Jay Electronica. Ces trois morceaux sont publiés le 1er janvier 2010 sur une mixtape intitulée The Re:Union, favorablement accueillie par les fans. Le deuxième album du groupe, Revolutions Per Minute, est publié le 18 mai 2010, et connaît un accueil aussi favorable que son prédécesseur, se classant à la 5e place des R&B Albums et à la 3e place des Top Rap Albums. Trois singles en sont extraits : In This World, Strangers (Paranoid) avec Bun B de UGK, et Midnight Hour avec Estelle.

## Discographie

### Albums studio
- 2000 : Train of Thought
- 2010 : Revolutions Per Minute

### Singles
- 2000 : Move Somethin'
- 2001 : The Blast (feat. Vinia Mojica)
- 2009 : Back Again (feat. Res)
- 2010 : Just Begun (feat. Jay Electronica, J. Cole & Mos Def)
- 2010 : In This World
- 2010 : Strangers (Paranoid) (feat. Bun B)
- 2010 : Midnight Hour (feat. Estelle)